# Larry Collins (Schriftsteller)
John Lawrence Collins Jr (* 14. September 1929 in Hartford, Connecticut, USA; † 20. Juni 2005 in Fréjus, Département Var, Frankreich) war ein US-amerikanischer Schriftsteller.

## Leben
Collins studierte bis 1951 an der Yale-Universität. Er wurde zum Militärdienst eingezogen und in das Hauptquartier des militärischen Arms der NATO bei Paris versetzt. Dort traf er auf seinen späteren Autorenpartner Dominique Lapierre.
Eines ihrer bekanntesten Werke ist Is Paris Burning? (dt. Brennt Paris?), das vom Ende des Zweiten Weltkrieges in der französischen Hauptstadt handelt. Das Buch wurde mit mehr als drei Millionen verkauften Exemplaren zu einem weltweiten Bestseller und 1966 von René Clément mit einer grandiosen Riege internationaler Schauspieler verfilmt (Jean-Paul Belmondo, Charles Boyer, Leslie Caron, Jean-Pierre Cassel, George Chakiris, Alain Delon, Kirk Douglas, Glenn Ford, Gert Fröbe, Yves Montand, Anthony Perkins, Simone Signoret, Robert Stack, Marie Versini, Skip Ward und Orson Welles).
Mit Romanen an Schauplätzen aus der jüngsten Geschichte feierte das Autoren-Duo weitere Erfolge: Oder du wirst Trauer tragen drehte sich um den spanischen Bürgerkrieg der 1930er Jahre, die dramatische Geschichte in O Jerusalem spielt im zeitlichen Umfeld des Palästinakrieges. Um Mitternacht die Freiheit beschäftigt sich mit der Vorgeschichte und den Folgen der Unabhängigkeit Indiens von Großbritannien.
Der Roman Der fünfte Reiter (1980), eine Fiktion über ein von Muammar al-Gaddafi geplantes Wasserstoffbomben-Attentat durch muslimische Terroristen in New York City, wird häufig im Kontext der Anschläge des 11. September 2001 betrachtet. Tatsächlich nimmt der Roman „Is New York Burning?“ von 2004 Bezug zu 9/11 (auf Deutsch bisher nicht veröffentlicht).
Collins arbeitete ab 1959 für Newsweek in New York als Fachredakteur mit dem Schwerpunkt Naher Osten (Middle East).
Collins starb am 20. Juni 2005 im Alter von 75 Jahren an einer Gehirnblutung.

## Bibliografie
Romane
- Paris brûle-t-il? (1964; englische Ausgabe Is Paris Burning? 1965; mit Dominique Lapierre)
  - Deutsch: Brennt Paris? Übersetzt von Dieter Flamm, Gretel Spitzer und Alfred Paul Zeller. Scherz, Bern 1964.
- The Fifth Horseman (1980; mit Dominique Lapierre)
  - Deutsch: Der fünfte Reiter. Dominique Lapierre. Übersetzt von Christian Spiel. Bertelsmann, München 1980, ISBN 3-570-05729-1.
- Fall from Grace (1985)
  - Deutsch: Die Marionette. Übersetzt von Emil Bastuk. Bertelsmann, München 1986, ISBN 3-570-00480-5.
- Maze (1989)
  - Deutsch: Das Labyrinth. Übersetzt von W. M. Riegel. Bertelsmann, München 1990, ISBN 3-570-01002-3.
- Black Eagles (1993)
  - Deutsch: Der schwarze Adler. Übersetzt von Wulf Bergner. Goldmann #41596, München 1997, ISBN 3-442-41596-9.
- Tomorrow Belongs to Us (1998)
  - Deutsch: Khalid : Das Schwert Gottes. Ullstein, Berlin 1999, ISBN 3-550-08290-8. Auch als: Khalid : Das Schwert Gottes ; Roman. Übersetzt von Peter Hahlbrock. Ullstein #25202, München 2001, ISBN 3-548-25202-8.
- The Road to Armageddon (2003)
- Is New York Burning? (2004; mit Dominique Lapierre)

Sachliteratur
- Or I’ll Dress You in Mourning (1968; mit Dominique Lapierre)
  - Deutsch: Oder du wirst Trauer tragen : Das phantastische Leben des El Cordobés. Übersetzt von Wolfgang Teuschl. Molden, Wien, München und Zürich 1968, DNB 456287248.
- Ô Jérusalem (französische Originalausgabe 1971; englische Ausgabe O Jerusalem 1972; mit Dominique Lapierre)
  - Deutsch: O Jerusalem. übersetzt von Christian Spiel und Ursula Knöller-Seyffarth. Goldmann, München 1971, ISBN 3-442-06417-1.
- Freedom at Midnight (1974; mit Dominique Lapierre)
  - Deutsch: Um Mitternacht die Freiheit. Übersetzt von Christian Spiel. Bertelsmann, München 1976, ISBN 3-570-02219-6.
- The Secrets of D-Day (2004)